# Los Ramírez, Puebla
Los Ramírez är en ort i Mexiko.   Den ligger i kommunen San Salvador el Verde och delstaten Puebla, i den sydöstra delen av landet, 70 km öster om huvudstaden Mexico City. Los Ramírez ligger 2 440 meter över havet och antalet invånare är 103.
Terrängen runt Los Ramírez är varierad. Runt Los Ramírez är det tätbefolkat, med 511 invånare per kvadratkilometer. Närmaste större samhälle är San Martin Texmelucan de Labastida, 9,2 km öster om Los Ramírez. Omgivningarna runt Los Ramírez är en mosaik av jordbruksmark och naturlig växtlighet.